# El Camp Gran (l'Estany)

El Camp Gran, respecte del terme de l'Estany

El Camp Gran és un paratge de camps de conreu del terme municipal de l'Estany, a la comarca del Moianès.
Està situat a la part central del terme municipal, a migdia del nucli urbà de l'Estany i al nord del Raval del Prat. És a ponent de la carretera C-59, just al revolt conegut com a Revolt del Camp Gran. És a migdia de la Barquera i al sud-oest del Camp de les Pedres. És just a llevant de quatre de les masies del Raval del Prat: Ca l'Alberg, Cal Rei, Cal Rotllan i Cal Xipiró.